# 鲍洛格·拜奥特丽克丝
鲍洛格·拜奥特丽克丝（匈牙利語：Balogh Beatrix，1974年12月12日—），匈牙利女子手球运动员。她曾代表匈牙利国家队参加2000年夏季奥林匹克运动会手球比赛，获得一枚银牌。